# Oratorio di San Rocco (Genova)
L'Oratorio di San Rocco, o cappella di San Rocco, è un edificio religioso sconsacrato italiano sito a Genova, nell'antica via seicentesca dell'acquedotto storico. Era afferente alla parrocchia dei Santi Cosma e Damiano di Struppa.
Posto sotto la giurisdizione della Repubblica di Genova sino alla soppressione dei feudi imperiali nel 1797 con la dominazione francese, seguì poi le vicende storiche genovesi sotto il Regno sabaudo e, infine, nel Regno e nella Repubblica italiana. Amministrativamente fece parte comune di Struppa dal 1798 al 1926, sino a che l'area non fu inglobata del comune di Genova.
Dal 1950 l'edificio è sottoposto a vincolo di tutela da parte della soprintendenza. Sebbene nel decreto sia indicato come situato in salita al Castello di Struppa, è oggi collocato in via dei Filtri nº 25, mentre il nº 25 di salita al Castello di Struppa dista alcune decine di metri ed è ricompreso nel perimetro dell'adiacente impianto di potabilizzazione.

## Storia

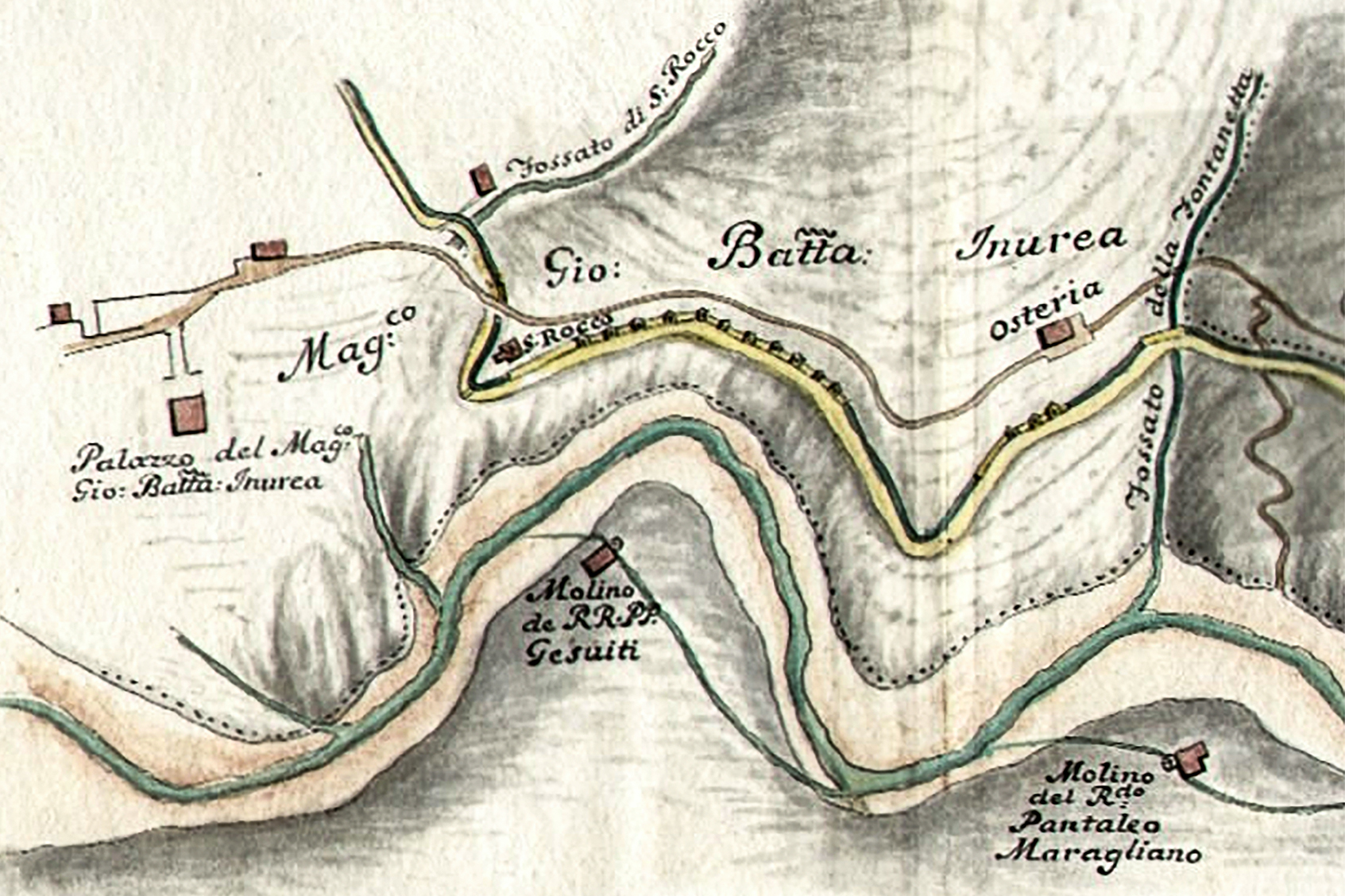
L'oratorio di san Rocco nella mappa del cartografo Matteo Vinzoni del 1729.

In età medioevale e moderna, Struppa fu una delle rettorie della podesteria sub-urbana della val Bisagno (dal 1606 capitanato, dal 1757 governo). Nel XVII secolo, l'area era già da tempo sfruttata per l'allevamento e la coltivazione dei terreni. Era inoltre un importante crocevia per gli scambi commerciali dal nord Italia verso la costa. Sin da epoca romana la zona era anche dedicata alla captazione delle acque per rifornire la città di acqua potabile.
Fu proprio quest'ultima attività a generare, nella prima metà del Seicento, un'aspra contesa fra i cittadini di Struppa e la Repubblica di Genova, dovuta all'espropriazione dei terreni su cui era stato da poco edificato un nuovo tratto dell'acquedotto storico genovese. Nel 1642 la chiesa di San Rocco fu pertanto edificata dalla Repubblica per riappianare gli animi della popolazione. Fu collocata nella mulattiera principale a mezza costa, ampliando una più antica cappella già presente in loco dedicata al santo francese. Il proprietario terriero Giannettino Maragliano diede il consenso alla costruzione della chiesa, e Gio Battista Maragliano chiese pochi anni dopo alla Curia romana l'autorizzazione per officiare messa e impartire i sacramenti. Papa Alessandro VII concesse l'indulgenza plenaria a tutti coloro che avrebbero fatto visita alla chiesa nel giorno dedicato al santo, il 16 agosto. La chiesa fu intitolata, oltre che a San Rocco, a San Giovanni Battista e alla Beata Vergine Maria. Nel 1729 la chiesa venne raffigurata nelle mappe del cartografo Matteo Vinzoni.
La cappella di San Rocco fu attivamente utilizzata come luogo di culto per almeno tre secoli, sino alla seconda guerra mondiale o agli immediati anni successivi, periodo in cui si officiarono le ultime messe e matrimoni. Secondo Isidoro Damonte, nel primo dopoguerra l'area fu probabilmente abitata da alcune ricamatrici che impartirono anche scuola di cucito.  Il 26 settembre 1950, il ministro della pubblica istruzione Virginio Bertinelli fece consegnare in Via San Lorenzo nº 21 all'epoca proprietario del bene, l'armatore Ernesto Lena (figlio e nipote di Paolo e Antonio Lena, noti armatori di Sestri Levante), il vincolo di tutela sull'edificio religioso.
Caduta presto in disuso nel secondo dopoguerra, l'oratorio e la non lontana villa Invrea-Torriglia furono oggetto di investimenti immobiliari non riusciti che terminarano con l'abbandono e il grave deterioramento dei manufatti. Nel 2009, per esempio, il complesso della villa fu sottoposto a vincolo di tutela a lavori di ristrutturazione iniziati, che furono quindi sospesi; nel 2021, l'edificio, ormai ridotto a rudere e pignorato, finì all'asta giudiziaria con ipoteca gravante di svariati milioni di euro.
Il 25 aprile 2021, si è tenuta presso la chiesa una messa a ricordo della liberazione e della resistenza partigiana, molto attiva nell'area, con la partecipazione dell'ANPI. Nello stesso anno la chiesa è giunta al terzo posto fra "i luoghi del cuore" liguri del Fondo per l'Ambiente Italiano. Nell'estate 2021, l'assessore ai lavori pubblici Pietro Piciocchi ha dichiarato di avere iniziato una trattativa con la proprietà per riacquisire l'oratorio come bene pubblico e progettarne il restauro, definendolo «uno straordinario patrimonio storico e artistico». Nel dicembre 2023, tuttavia, la medesima giunta ha espresso parere contrario a una mozione dell'opposizione per il recupero del manufatto.

## Descrizione
L'edificio presenta una navata singola, che si sviluppa in lunghezza con una pianta rettangolare. La facciata a capanna è caratterizzata da un portale d'ingresso centrale con due finestroni rettangolari ai lati. I tre elementi sono sovrastati al centro da un piccolo rosone, un tempo decorato con vetrata. Le coperture sono in scandole di ardesia.
La navata è delimitata da pareti in muratura mista lapidea, con superfici internamente intonacate a civile. La copertura è costituita da una volta a botte con camera a canne, in parte crollata, che si estende lungo l'intera lunghezza della chiesa. La volta è decorata con cornici in stucco. La navata presenta lateralmente per ciascun lato un finestrone rettangolare a mezza altezza, seguiti da due ulteriori passaggi celati allo sguardo da un restringimento permitreale prima del presbitero absidale, con un falso transetto. Questi due passaggi portano uno verso l'esterno, l'altro in un piccolo locale secondario a uso dell'officiante, con ulteriore uscita esterna. Le finestre, con inferriate di protezione, sono inserite all'interno di profonde rientranze murarie. L'area del presbiterio è introdotta da un piccolo arco trionfale, che segna il passaggio dalla navata all'abside. L'arco è supportato da pilastri integrati nella struttura muraria e decorati a falso-capitello.
L'altare seicentesco si trova nella parte terminale della chiesa, inserito in una nicchia absidale. L'abside è decorato con pregevoli statue e stucchi barocchi. Presenta una struttura a gradoni che incornicia l'altare. Gli stucchi che decorano l'abside includono elementi classici e barocchi. Gli affreschi antichi sono solo intuibili, mentre i dettagliati stucchi e le cornici modanate sono ammalorate ma ben visibili. Sul soffitto era affrescato un San Rocco nella iconografia canonica, con un cane al suo fianco. Una parte degli elementi andati perduti è stata fotografata e pubblicata nel libro Immagini silenziose (2021, Erga). È ancora visibile la decorazione orizzontale bianco-grigia della facciata principale. La pavimentazione, sebbene deteriorata, è a lastre bicrome, disposte in un motivo a scacchiera, nel tipico stile tradizionale ligure.
Il sagrato esterno, parzialmente conservato, è caratterizzato dalla tradizionale tecnica del risseu. L'area della chiesa è inoltre contornata da 24 cipressi secolari, anch'essi esplicitamente citati nel decreto di vincolo.